# International Business Times
International Business Times (IBTimes або IBT) — американський новинний вебсайт бізнесу, політики та технологій, заснований в 2005 року зі штаб-квартирою в Нью-Йорку. Інформація на вебсайті представлена на чотирьох мовах.
IBT займає третє місце в світі серед новинних бізнес-вебсайтів згідно з Alexa Internet. Портал був заснован Etienne Uzac і Johnathan Davis, власниками IBT Media.